# 원주시 (1988년 선거구)
원주시는 대한민국의 옛 국회의원 선거구이다. 당시 강원도 원주시 지역을 관할했다.

## 역사
제13대 국회의원 선거를 앞두고 원주시·원성군·홍천군·횡성군 선거구에서 분리되면서 신설되었다.
1995년 1월, 원주시와 원주군이 통합되면서 통합 원주시가 신설되었다. 이에 제15대 국회의원 선거를 앞두고 원주시 갑, 원주시 을 선거구로 분리되면서 폐지되었다.

## 역대 국회의원
| 선거   | 정당 | 정당       | 의원   |
| ------ | ---- | ---------- | ------ |
| 1988년 |      | 민주정의당 | 함종한 |
| 1992년 |      | 통일국민당 | 원광호 |

## 역대 선거 결과

### 대한민국 제13대 국회의원 선거
|  | 44.42% |

|  | 29.31% |

|  | 15.72% |

|  | 6.51% |

|  | 4.01% |

### 대한민국 제14대 국회의원 선거
|  | 42.61% |

|  | 39.97% |

|  | 12.21% |

|  | 3.06% |

|  | 2.13% |